# Бъмбълби
„Бъмбълби“ (на английски: Bumblebee) е американски научнофантастичен филм от 2018 г., който се съсредоточава върху едноименния герой от „Трансформърс“. Това е шестият филм от филмовата поредица „Трансформърс“. Разработен като спин-оф и прелюдия.
Режисиран от Травис Найт и по сценарий на Кристина Ходсън, във филма участват Дилън О'Брайън (като гласа на главния герой), Хейли Стайнфелд, Джон Сина, Хорхе Лендеборг младши, Джон Ортиз, Джейсън Дръкър, Памела Адлон, Анджела Басет, Джъстин Теру и Питър Кълън. Това е първият игрален филм на режисьора Найт, както и първият игрален филм на поредицата „Трансформърс“, който не е режисиран от Майкъл Бей. Снимките на филма започват на 31 юли 2017 г. в Лос Анджелис и Сан Франциско.